# Women's International League for Peace and Freedom
La Women's International League for Peace and Freedom o WILPF ("Lega internazionale delle donne per la pace e per la libertà") è un'organizzazione non-profit e non governativa che opera "per riunire le donne con diverse visioni politiche e con diversi background religiosi e filosofici, nell'obbiettivo di studiare e far conoscere le cause della guerra, e promuovere una pace permanente", e per unire le donne di tutto il mondo che si oppongono all'oppressione e allo sfruttamento.
La WILPF ha sezioni nazionali in 33 paesi ed è la più longeva organizzazione femminista e pacifista al mondo. Ha sede centrale a Ginevra, Svizzera e ha un ufficio negli Stati Uniti nella città di New York.

## Storia dell'organizzazione
La WILPF, denominazione formalizzata solo nel 1919, nacque in occasione del Congresso Internazionale delle Donne contro la Prima Guerra Mondiale svoltosi nel 1915 a L'Aia nei Paesi Bassi. La prima presidentessa, la statunitense Jane Addams, aveva fondato nel gennaio 1915 il Partito delle Donne per la Pace (in Inglese Woman's Peace Party) negli Stati Uniti, che diventerà in seguito la sezione statunitense delle WILPF.
Oltre a Jane Addams, furono fondatrici di WILPF Margaret E. Dungan e Marian Cripps, Baronessa Parmoor, che divenne in seguito presidente della sede britannica.
La Lega Internazionale delle Donne per la Pace e la Libertà si oppose alle guerre e ai conflitti internazionali, mettendo in atto azioni formali per porre fine alla guerra.

### Il Partito delle Donne per la Pace (o Woman's Peace Party) negli USA
Il predecessore della Lega Internazionale delle Donne per la Pace e per la Libertà, il Partito delle Donne per la Pace (WPP) venne costituito nel gennaio del 1915 a Washington nell'ambito di un incontro convocato da Jane Addams e Carrie Chapman Catt. Le circa 3.000 donne partecipanti approvarono un programma per chiedere l'estensione del suffragio alle donne e per una conferenza dei Paesi Neutrali per offrire una mediazione costante come metodo per porre fine alla guerra.
La WPP inviò propri rappresentanti ad un successivo Congresso Internazionale delle Donne per la Pace e per la Libertà, tenuto a L'Aia dal 28 aprile al 1º maggio del 1915.

### Il Congresso Internazionale delle Donne (L'Aia, 1915)
Il Congresso fu organizzato dalle femministe tedesche Anita Augspurg, prima giurista donna in Germania, e Lida Gustava Heymann (1868-1943), su invito della pacifista, suffragetta e femminista olandese Aletta Jacobs per protestare contro la guerra scoppiata in Europa, e per suggerire dei metodi per prevenire la guerra in futuro. Il congresso si aprì il 28 aprile e vi parteciparono 1.136 donne provenienti da paesi belligeranti e non belligeranti, come ad esempio Louise Keilhau dalla Norvegia. Venne adottato in gran parte il programma del WPP e venne formato l'International Committee of Women for Permanent Peace (ICWPP) con Jane Addams nel ruolo di presidentessa. Il WPP divenne la sede statunitense dell'ICWPP.

### Il secondo Congresso Internazionale delle Donne (Zurigo, 1919)
Prima che gli Stati Uniti entrassero in guerra, Jane Addams aveva inviato un appello e poi incontrato il presidente Woodrow Wilson, allora contrario alla partecipazione al conflitto, per discutere il ruolo di questo paese come mediatore della pace. Nell'aprile del 1917, quando gli Stati Uniti entrarono formalmente in guerra, Addams e altri attivisti rimasero fermi nelle loro posizioni pacifiste, ricevendo il biasimo di gran parte della stampa e dell'opinione pubblica, schierata a favore della guerra.
Alla fine del conflitto mondiale, al suo secondo congresso internazionale tenuto nel 1919 a Zurigo, l'ICWPP denunciò i patti della Conferenza di pace di Parigi sostenendo che, per i suoi intenti punitivi, conteneva i semi di una nuova guerra, configurandosi come un atto di vendetta dei vincitori nei confronti dei vinti.
In questa occasione le partecipanti al congresso decisero di rendere il loro comitato permanente e lo rinominarono Women's International League for Peace and Freedom (Lega Internazionale delle Donne per la Pace e per la Libertà). La WILPF spostò la sua sede centrale a Ginevra per poter essere vicino alla sede proposta dalla Società delle Nazioni, nonostante non approvasse la scelta di questa organizzazione di creare blocchi alimentari e di usare la pressione militare come arma di convincimento. La Lega chiese il disarmo internazionale e la fine dell'imperialismo economico.
La sede statunitense delle WILPF crebbe di fama e in iscrizioni dopo la fine della prima guerra mondiale, nonostante una campagna di attacchi all'organizzazione, etichettata come "antipatriottica" durante la Prima Paura Rossa. La WILPF sostenne tuttavia patti come il Patto Navale di Washington e il Patto Kellogg-Briand, ritenendoli pietre miliari verso un ordine mondiale pacifico.
Dal 1934 Kathleen Innes fu presidente della sezione londinese del WILPF. Durante il 1930 Vera Brittain fu la Vice-Presidentessa della WILPF.
Nel periodo precedente allo scoppio della Seconda Guerra Mondiale, la Lega supportò l'attuazione di misure volte a sostenere la comunità ebrea dell'Europa.
Nonostante l'iscrizione alla WILPF fosse ristretta alle donne, diversi attivisti (uomini) per la pace contribuirono agli incontri e alle pubblicazioni di questa organizzazione, come ad esempio Bart de Ligt e J.D.Bernal.
Due delle leader della WILPF hanno ricevuto il Premio Nobel per la Pace per il loro impegno riconosciuto a livello internazionale: Jane Addams nel 1931 ed Emily Greene Balch nel 1946.

### WILPF e le Nazioni Unite
La WILPF ha avuto uno Status Consultativo (categoria B) con il Consiglio economico e sociale delle Nazioni Unite (ECOSOC) sin dal 1948; svolge relazioni consultive con l'UNESCO e con la Conferenza delle Nazioni Unite sul Commercio e lo Sviluppo, con l'Organizzazione internazionale del lavoro (ILO), l'Organizzazione delle Nazioni Unite per l'alimentazione e l'agricoltura (FAO), il Fondo delle Nazioni Unite per l'infanzia (UNICEF) e altre organizzazioni e agenzie.
Ha portavoce e lobbies per la democratizzazione delle Nazioni Unite, del Consiglio di Sicurezza e di tutte le organizzazioni e agenzie delle Nazioni Unite; monitora le attività del Consiglio di Sicurezza e dell'Assemblea Generale in modo da promuovere le riforme.

## WILPF oggi
La WILPF opera per costruire un mondo libero dalla violenza, dalla povertà, dall'inquinamento; si schiera a favore dell'uguaglianza sociale e politica e la giustizia economica, combatte il razzismo, il sessismo e l'omofobia. Per raggiungere questa missione, WILPF svolge programmi in quattro settori: il disarmo, i diritti umani, la risposta alle crisi e le donne, la pace e la sicurezza.

### PeaceWomen
La PeaceWomen, fondata nel 2000, è un progetto delle WILPF, con sede nell'ufficio delle Nazioni Unite a New York. La sua missione consiste nel monitorare, informare e promuovere i diritti e la partecipazione delle donne nelle situazioni di conflitto e l'analisi di genere nella prevenzione delle guerre.

## Membri illustri
L'elenco delle iscritte alla WILPF include Jane Addams, Gertrud Woker, Aletta Jacobs, Alice Walker, Coretta Scott King, Madeleine Rees, Madeleine Zabriskie Doty, Cornelia Ramondt-Hirschmann, Selma Meyer, Brandy G. Robinson, Margaret Hills, Sheyene Gerardi, Shina Inoue Kan, Harriet Connor Brown, Emily Greene Balch, Kathleen Innes, Else Zeuthen, Madeleine Rolland, Lucy Biddle Lewis.

## Congressi
Lista dei Congressi WILPF:
- L'Aia, 1915
- Zurigo, 1919
- Vienna, 1921
- Washington, D.C., 1924
- Dublino, 1926
- Praga, 1929
- Grenoble 1932
- Zurigo 1934
- Luhačovice, Rep. Ceca, 1937
- Lussemburgo, 1946
- Copenaghen, 1949
- Parigi, 1953
- Birmingham, 1956
- Stoccolma, 1959
- San Francisco, USA, 1962
- L'Aia, 1966
- Nyborg, Danimarca, 1968
- Nuova Delh, 1971
- Birmingham, 1974
- Tokyo, 1977
- Connecticut, USA 1980
- Göteborg, Svezia, 1983
- Zeist, Olanda, 1986
- Sydney, 1989
- Santa Cruz de la Sierra, USA, 1992
- Helsinki, 1995
- Baltimora, 1998
- Ginevra, 2001
- Göteborg, Svezia, 2004
- Santa Cruz, Bolivia, 2007
- San José, Costa Rica, 2011
- L'Aia, 2015
- Accra (Ghana), 2018
- Brisbane (Australia), 2022

## Premi e riconoscimenti
- Jane Addams ed Emily Greene Balch furono le prime donne americane a ricevere il Premio Nobel per la Pace rispettivamente nel 1931 e nel 1946[27][28].
- Rita Levi Montalcini, Socia onoraria del WILPF Italia, ha ricevuto il Premio Nobel per la Medicina nel 1986